# Факторіон
Факторіон — натуральне число, яке дорівнює сумі факторіалів своїх цифр.

## Повний список факторіонів
- {\displaystyle 1=1!}
- {\displaystyle 2=2!}
- {\displaystyle 145=1!+4!+5!}
- {\displaystyle 40585=4!+0!+5!+8!+5!}

## Верхня межа
Визначивши верхню межу для факторіонів, нескладно (наприклад, повним перебором) показати, що існує рівно 4 таких числа.
Будь-яке n-значне число не менше від{\displaystyle \;10^{n-1}}. Однак при цьому сума факторіалів його цифр не більша від {\displaystyle 9!\cdot n}, де {\displaystyle \;9!=362880}. Оскільки перше число зростає швидше, ніж друге (перше залежить від n експоненціально, а друге — лінійно), а вже {\displaystyle 10^{8-1}=10000000>9!\cdot 8=2903040}. Отже всі факторіони складаються не більше, ніж з 7 цифр. Навіть точніше — вони менші від {\displaystyle 7\cdot 9!=2540160}.
Аналогічні міркування допомагають довести скінченність числа багатьох узагальнених факторіонів (див. нижче).

## Узагальнення

### В іншихсистемах числення
Таблиця факторіонів у системах числення до шістнадцяткової:
| Основа | Максимальна кількість цифр | Факторіони          |
| ------ | -------------------------- | ------------------- |
| 2      | 2                          | 1, 10               |
| 3      | 2                          | 1, 2                |
| 4      | 3                          | 1, 2, 13            |
| 5      | 3                          | 1, 2, 144           |
| 6      | 4                          | 1, 2, 41, 42        |
| 7      | 5                          | 1, 2                |
| 8      | 5                          | 1, 2                |
| 9      | 6                          | 1, 2, 62558         |
| 10     | 7                          | 1, 2, 145, 40585    |
| 11     | 8                          | 1, 2, 24, 44, 28453 |
| 12     | 8                          | 1, 2                |
| 13     | 9                          | 1, 2, 83790C5B      |
| 14     | 10                         | 1, 2, 8B0DD409C     |
| 15     | 11                         | 1, 2, 661, 662      |
| 16     | 11                         | 1, 2, 260F3B66BF9   |

### k-факторіони
k-факторіон — число, що дорівнює сумі факторіалів своїх цифр, помноженій на k. Тоді звичайні є 1-факторіонами.
Повні списки k-факторіонів:
1. k = 2: 817926
2. k = 3: 138267, 1103790
3. k = 4: 12, 32, 104, 23076
4. k = 5: 10

### Узагальнення Піковера
В своїй книзі «Keys to Infinity» Кліфорд Піковер (англ. Clifford A. Pickover) (1995) запропонував такі узагальнення:
1. Факторіон першого роду — дорівнює добутку факторіалів своїх цифр.
2. Факторіон другого роду — при додаванні факторіалів число можна розбивати не тільки на цифри, а й на підчисла.

Обидва визначення породжують значно більші числа, ніж звичайне визначення. Хоча факторіони першого роду в десятковій системі тільки вироджені — 1 і 2, знайдено кілька факторіонів другого роду (жирним виділені єдині угруповання цифр):
- 2 432 902 008 177 819 519
- 51 090 942 171 710 544 079 і 51 090 942 171 710 982 398
- 403 291 461 126 605 635 584 809 043 і 403 291 461 126 605 635 584 814 796

Для узагальнень обох типів невідомо, чи скінченне число відповідних факторіонів.